# Eraclito
Eraclito di Efeso (pronuncia alla greca Eràclito /eˈraklito/, alla latina invece Eraclìto /eraˈklito/; in greco antico: Ἡράκλειτος?, Hērákleitos, "gloria di Era" o Ἡράκλειτος ὁ Ἐφέσιος, Hērákleitos ho Ephésios, "Eraclito di Efeso"; Efeso, 535 a.C. – Efeso, 475 a.C.) è stato un filosofo greco antico, uno dei maggiori pensatori presocratici.
Eraclito è considerato il Pensatore oscuro per eccellenza ed egli stesso nutriva sfiducia nella possibilità che il suo scritto potesse essere compreso dalla maggior parte degli uomini. Egli è interpretato in modi differenti a causa del suo stile ermetico, oracolare, criptico e della frammentarietà nella quale è giunta la sua opera già complessa in principio. Ad esempio Aristotele, che si suppone ne abbia letto integralmente l'opera, lo definisce «l'oscuro»; persino Socrate ebbe problemi a comprendere gli aforismi dell'«oscuro», sostenendo che erano profondi quanto le profondità raggiunte dai tuffatori di Delo. Eraclito influenzò in vario modo i pensatori successivi: da Platone allo stoicismo, la cui fisica ripropone in gran parte la teoria eraclitea del logos.

## Biografia

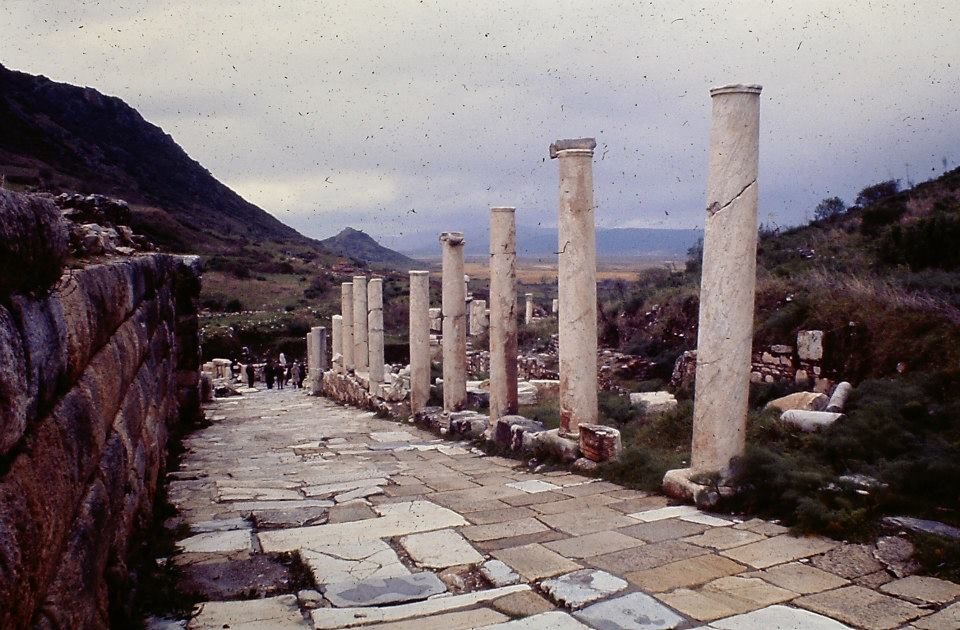
Rovine greche di Efeso

Della vita di Eraclito si hanno pochissime notizie, mentre della sua opera filosofica sono sopravvissuti, attraverso testimonianze, soltanto pochi frammenti.
Nacque in una famiglia aristocratica; il padre, dal nome incerto (le fonti riportano vari possibili nomi: Bautore, Blosone, Blysone, Erachione, Erachino, Eraconte o Eraconto che, invece, a quanto presentato da Giannantoni si suppose essere il nome del nonno), era un discendente di Androclo, il fondatore di Efeso, e possedeva mezzo stadio di terra e una coppia di buoi. 
Nonostante discendesse da una famiglia di nobile origine, ad Eraclito non interessava né la fama né il potere né la ricchezza; infatti, nonostante in quanto primogenito avesse diritto al titolo onorifico di basileus (che in greco significava re ed era la massima autorità sacerdotale), rinunciò a esso in favore del fratello minore. 

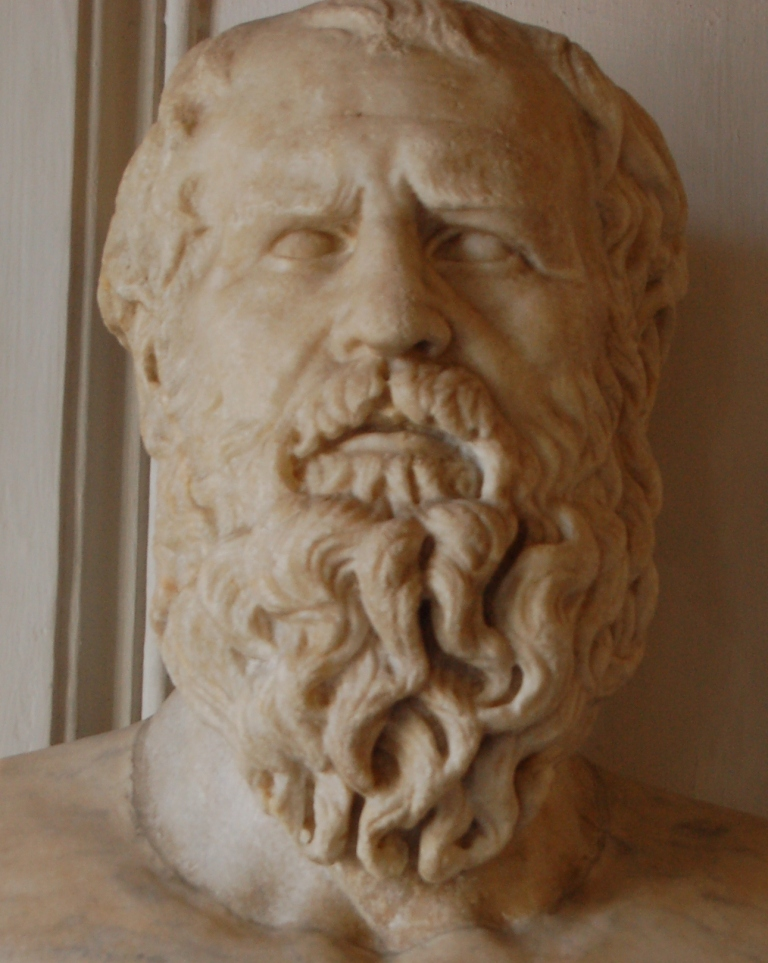
Busto di filosofo greco, talvolta identificato con Eraclito (Roma, Musei capitolini)

Quando il re di Persia Dario, dopo aver letto il suo libro Sulla natura, lo invitò a corte promettendogli grandi onori, Eraclito rifiutò la sua proposta, rispondendogli che, mentre "tutti quelli che vivono sulla terra sono condannati a restare lontani dalla verità a causa della loro miserabile follia" (che per Eraclito consiste nel "placare l'insaziabilità dei sensi" e nell'ambizione al potere), lui invece è immune dal desiderio e rifugge ogni privilegio, fonte d'invidia, restando a casa sua e accontentandosi di quel poco che ha. Per il suo distacco dai beni materiali e il disprezzo per il potere e per la ricchezza, Eraclito non piaceva molto agli Efesini, che erano esattamente l'opposto; per questo venne criticato dagli Efesini quando riuscì a convincere il tiranno Melancoma ad abdicare e ad andare a vivere nei boschi, ad aperto contatto con la natura. Visse in solitudine nel tempio di Artemide ove, stando a quanto dice Diogene Laerzio, depose il suo libro, «avendo deciso intenzionalmente, secondo alcuni, di scriverlo in forma oscura, affinché ad esso si accostassero quelli che ne avessero la capacità e affinché non fosse dispregiato per il fatto di essere alla portata del volgo». Mentre Teofrasto sostiene che, a causa del temperamento melanconico di Eraclito, esso non fu mai portato a termine e fu scritto in modo discontinuo. Il testo sempre a quanto presentato da Diogene Laerzio «godette di una tale fama che alcuni se ne fecero seguaci e furono chiamati Eraclitei». La deposizione del libro nel tempio conferma peraltro il suo temperamento aristocratico, essendo un gesto volto a proteggerlo dalla massa degli umani. Vivendo per lo più isolato, Eraclito trascorse gli ultimi anni prima della morte sui monti, cibandosi di sole piante, adottando una dieta strettamente vegetariana.
Durante l'eremitaggio sui monti, si ammalò di idropisia e quindi «tornò in città e, in forma di enigma, chiese ai medici se fossero capaci di far sì che dall'inondazione venisse la siccità; e poiché quelli non lo comprendevano, si seppellì in una stalla sotto il calore dello sterco animale, sperando che l'umore evaporasse». Da qui si raccontano cinque versioni leggermente diverse. Nella prima, «non avendone, neppure così, alcun giovamento, morì dopo essere vissuto sessant'anni.». Ermippo presenta invece «ch'egli chiese ai medici se qualcuno fosse capace di essiccare l'umore vuotando gli intestini; alla loro risposta negativa, si distese al sole e ordinò ai ragazzi di ricoprirlo di sterco animale. Stando così disteso, il secondo giorno morì e fu seppellito nella piazza». Mentre Neante di Cizico «dice che era rimasto lì non essendo più riuscito a staccarsi lo sterco di dosso, e che, divenuto irriconoscibile per la deformazione, fu divorato dai cani». È possibile che la causa di morte di Eraclito sia stata proprio l'annegamento nello sterco di mucca, anche se «Aristone nell'opera Su Eraclito dice che era guarito dall'idropisia e che era morto per un'altra malattia; questo lo afferma anche Ippoboto».

## Il pensiero

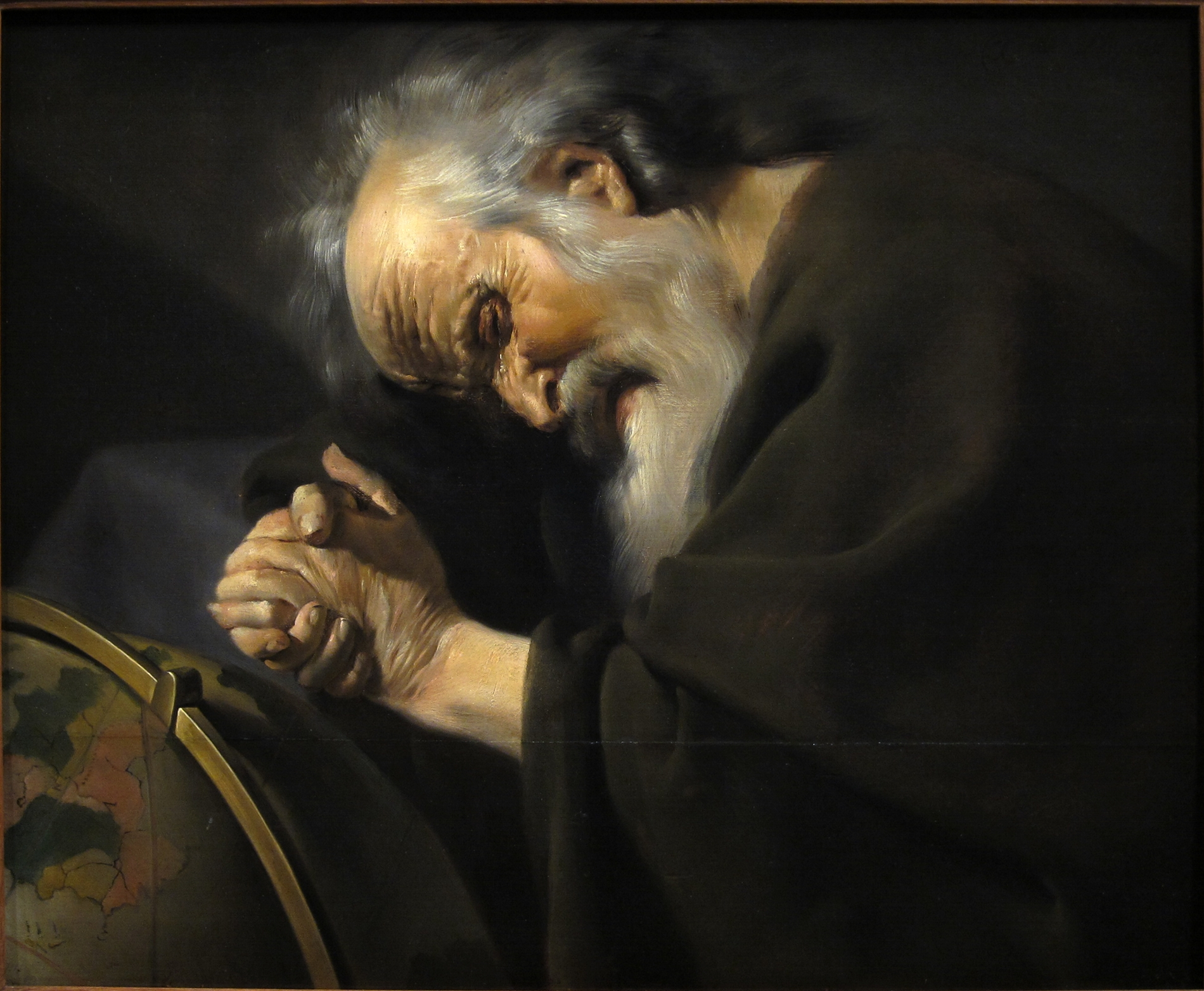
Eraclito in un dipinto di Johannes Moreelse

Dell'opera di Eraclito ci rimangono testimonianze e frammenti sparsi, in forma di aforismi oracolari. In un frammento fa difatti riferimento alla maniera di interpretare i responsi dell'oracolo di Apollo a Delfi: 
Sempre a quanto posto da Diogene Laerzio vi furono moltissimi che diedero interpretazioni del suo libro tra i quali: Antistene, Eraclide Pontico, Cleante, Sfero lo Stoico, Pausania detto l'Eraclitista, Nicomede, Dionisio, Diodoto che negò che il testo trattasse della natura ma riguardasse la politica, Ieronimo e Scitino. 
Eraclito manifesta un atteggiamento filosofico che potremmo definire "iniziatico", ritenendo infatti di non poter essere compreso dalla moltitudine. A conferma di ciò disse:
(Galeno, De Dignoscendis Pulsibus; frammento 49)
Ma non si limitò alla folla, infatti criticò apertamente anche i più sapienti dell'epoca, colpevoli di non aver compreso l'unitarietà del Logos:
(Diogene Laerzio, Vite dei filosofi, IX, 1; frammento 40)

In lui probabilmente sono presenti anche alcuni legami con la tradizione orfica e dionisiaca. Eraclito è comunemente passato alla storia come il "filosofo del divenire" legato al motto «tutto scorre» (pánta rhêi, in greco πάντα ῥεῖ), ma in realtà il famoso detto non è attestato nei frammenti giunti fino a noi ed è probabilmente da attribuirsi al suo discepolo Cratilo che svilupperà il pensiero del maestro, estremizzandolo. In ogni caso la formula lessicale "panta rei" verrà coniata ed utilizzata la prima volta da Simplicio in Phys., 1313, 11. L'origine di tale affermazione è legata all'aforisma eracliteo n. 91: 
In altri frammenti afferma che il solo Logos è immutabile, ma prende forme mutevoli in quanto l'universo eracliteo è panteistico e mutevole al tempo stesso:
(Eraclito, Diels-Kranz, Fr. 50)
Se da un lato è sensato - per buona parte della critica storico-filosofica - riferirsi ad Eraclito come il "filosofo del divenire", su un altro versante interpretativo, sembra essere altrettanto appropriato approcciarsi al pensiero dell'efesio considerando la sua speculazione come incentrata su una prima e fondamentale importanza data al lògos. Nel sopra citato frammento, infatti, si nota quanto sia presente un non troppo implicito carattere rivelativo del lògos filosofico. Eraclito è il primo a mettersi in disparte: è perfettamente consapevole che l'ascolto debba essere indirizzato al lògos stesso e non, quasi profeticamente parlando, alla sua parola. In questo senso è egli stesso a farsi mero portavoce di un qualcosa che "già è" e che, in primis, "sempre è". Come ha osservato il filosofo Giorgio Colli, il verbo greco "eidénai" (εἰδέναι) indica preminentemente un "congetturare per immagini", un "intuire". Tale analisi filologica, evidenzia quella peculiare tensione del mondo greco antico a legare l'atto stesso della conoscenza con quello della visione.
È in questo senso che, circa un secolo dopo, Platone userà il termine eìdos (εἶδος) per enfatizzare il carattere mnemonico della conoscenza sensibile: infatti, il conoscere è, per Platone, risvegliare nell'anima dell'uomo l'idea di ciò che è stato già visto in un iperuranio ideale, esterno al mondo sensibile, in cui l'anima si trovava - contemplando e vedendo quelle idee - prima di incarnarsi nel corpo materiale. Emerge così, alla luce di queste precisazioni, la natura stessa del lògos eracliteo: è il senso del tutto che permea il tutto, rivelandosi indirettamente e rendendosi afferrabile tramite intuizione.

### Gli svegli e i dormienti
(Eraclito, frammento 88)
Ricorre nel pensiero filosofico di Eraclito la contrapposizione fra i desti e i dormienti: è «unico e comune il mondo per coloro che sono svegli», ossia quelle persone, che, andando oltre le apparenze, sanno cogliere il senso intrinseco delle cose, mentre «agli altri uomini rimane celato ciò che fanno da svegli, allo stesso modo di quando non sono coscienti di quel che fanno dormendo», riferendosi alla mentalità degli uomini comuni, i dormienti appunto. Eraclito intende per filosofi tutti quelli che sanno indagare a fondo la loro anima, che, essendo illimitata, offre all'interrogando la possibilità di una ricerca altrettanto infinita. Il pensiero eracliteo è quindi aristocratico, in quanto egli definisce la maggioranza degli uomini superficiali, poiché tendono a dormire in un sonno mentale profondo che non permette loro di comprendere le leggi autentiche del mondo circostante. Secondo Eraclito infatti «rispetto a tutte le altre una sola cosa preferiscono i migliori: la gloria eterna rispetto alle cose caduche; i più invece pensano solo a saziarsi come bestie». La testimonianza di Diogene Laerzio conferma come Eraclito fosse uno «spregiatore del volgo».

### I migliori e i più
(Clemente Alessandrino, Stromateis (Miscellanea))

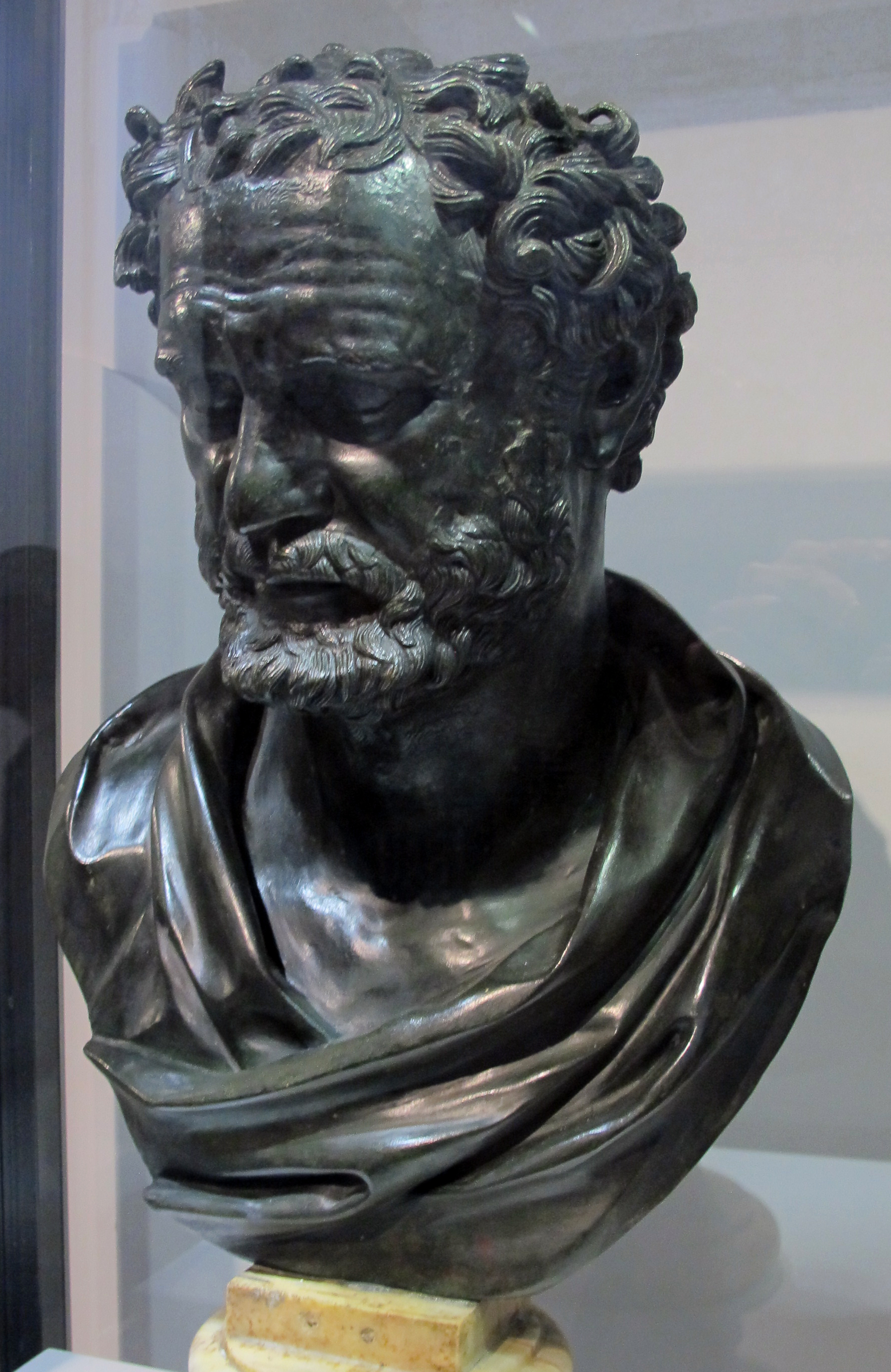
Uno dei busti ritrovati nella Villa dei Papiri a Ercolano, identificato dapprima come Eraclito, solo più recentemente con Empedocle.

Eraclito pone anche una contrapposizione tra i "migliori" (ἄριστοι, aristoi), i quali, a suo avviso, «preferiscono una sola cosa a tutte le altre: la gloria eterna alle cose caduche», e i "più" (οἱ δὲ πολλοὶ, oi de polloi), i quali «invece pensano solo a saziarsi come bestie».
Da tale contrapposizione si deduce che per Eraclito i "più" sono in maggioranza rispetto ai "migliori". Ancora, con queste premesse, si potrebbe attribuire ad Eraclito un pensiero non solo filosoficamente aristocratico, ma anche politicamente oligarchico, o monarchico:
(Clemente Alessandrino, Stromateis (Miscellanea))
e
(Galeno, De Dignoscendis Pulsibus)
Si deduce di conseguenza una netta contrapposizione tra la "gloria eterna", la quale è sia ciò che è preferito dai "migliori" sia ciò che in quanto tale ne attesta l'essere "migliore", e tutte le altre cose, ossia quelle "caduche, mortali", tra le quali vi è anche il "pensare solo a saziarsi come bestie", che è quanto pensato dai "più".

### La dottrina dei contrari
(Ippolito di Roma, Κατὰ πασῶν αἱρέσεως ἔλεγχος - Confutazione di tutte le eresie, IX, 9, 4; Diels-Kranz, frammento B 53.)
La dottrina dell'unità dei contrari è forse l'aspetto più originale del pensiero filosofico eracliteo. La legge segreta del mondo risiede nel rapporto di interdipendenza di due concetti opposti (fame-sazietà, pace-guerra, amore-odio ecc.) che, in quanto tali, lottano fra di loro ma, nello stesso tempo, non possono fare a meno l'uno dell'altro, poiché vivono solo l'uno in virtù dell'altro: ciascuno dei due infatti può essere definito solo per opposizione, e niente esisterebbe se allo stesso tempo non esistesse anche il suo opposto. Così, ad esempio, una salita può essere pensata come una discesa da chi vi si trova in cima.
Tra i contrari si crea una sorta di lotta. In questa dualità, questa guerra fra i contrari (polemos) in superficie, ma armonia in profondità, Eraclito vide quello che lui definiva il logos indiviso, ossia la legge universale della Natura.
Ed è proprio la dottrina dei contrari che fa di Eraclito il fondatore di una logica degli opposti, antitetica a quella aristotelica e fondata sulla legge del divenire della realtà. In essa, infatti, tesi e antitesi (essere e non-essere) sono una sintesi contraddittoria e permanente nella realtà che solo così può divenire, attraverso i suoi due coessenziali aspetti ("nello stesso fiume scendiamo e non scendiamo"; "siamo e non siamo"); ed è antitetica alla logica aristotelica perché opposta al suo principio di non contraddizione e del terzo escluso ("Il mare è l'acqua più pura e impura: per i pesci è potabile e gli conserva la vita, per gli uomini è imbevibile e mortale").
I frammenti di Eraclito pervenutici sono tersi ed eleganti, pieni di vivaci metafore. Leggendoli superficialmente si comprende perché fosse chiamato "l'Oscuro" (in greco antico: skopès), ma leggendoli con attenzione si scopre qual è stato il suo maggior contributo alla filosofia: il mondo reale consiste in una combinazione equilibrata di tendenze opposte e dietro alla "lotta degli opposti" esiste un'armonia nascosta che è il mondo. È in questo senso logico, e non come massima militare, che bisogna prendere la sua affermazione "la guerra è la madre di tutto".

### L'arché
(Frammento 62)
I primi filosofi greci cercavano l'origine, o archè, dei fenomeni negli enti della realtà naturale, a partire da Talete di cui ci restano alcune testimonianze aristoteliche in cui sembrerebbe affermare che l'arché è l'acqua. È costante infatti nella filosofia antica la consapevolezza che le cose derivino da un principio che in quanto tale è unico, ingenerato e imperituro, indivisibile ed immutabile.
La dottrina delle quattro essenze fondamentali della Terra, acqua, terra, aria, fuoco, fornisce gli elementi tra i quali i primi filosofi greci scelsero l'arché, i più generali tra i costituenti del mondo sensibile. Platone mostrerà che l'arché del sensibile sono le idee iperuraniche, e che dunque non può essere trovata nemmeno nei costituenti fondamentali, e che il sensibile postula l'esistenza di una realtà trascendente che lo causa.
Aristotele affermò che l'arché secondo Eraclito fosse il fuoco. In alcuni frammenti, effettivamente, sembra che Eraclito sostenga questa tesi: il fuoco, condensandosi, diventa aria, quindi acqua e poi terra; dopodiché, esso può rarefarsi per tornare ad essere acqua, aria, e in seguito fuoco. Quindi tutto ha origine e fine nel fuoco. Questo permetterebbe di collegare Eraclito con le ricerche naturalistiche dei filosofi di Mileto. In realtà, è probabile che il riferimento al fuoco vada inteso in senso più metaforico: in questo elemento fisico sembra infatti mostrarsi la teoria ontologica di Eraclito. Il fuoco è sempre vivo, in continuo movimento; è in ogni momento diverso dal momento precedente, ma allo stesso tempo sempre uguale a sé stesso.
Analogamente l'arché è il primo ed unico principio, la nascita e la morte, l'inizio e la fine: come il fuoco, che nella giusta misura ora si accende e ora si spegne, in quanto è il divenire la realtà fondamentale, assieme al Logos.

### L'universo come Dio-tutto
Questa visione cosmologica sfocia nell'identificazione panteistica dell'universo con Dio, inteso come unità dei contrari, mutamento continuo e fuoco generatore.
(Frammento 67)
Questo Dio-tutto comprende quindi in sé ogni cosa, costituisce una realtà increata che esiste da sempre e per sempre.
Eraclito crede anche nella ciclicità del cosmo, concepita come insieme di fasi alterne di distruzione-produzione, al punto che alcuni autori attribuiscono a lui il concetto di ekpyrosis, una sorta di grande conflagrazione universale.
Secondo Simplicio e la Metafisica di Aristotele, il pitagorico Ippaso descrisse il legame fra il fuoco, il divenire e la totalità negli stessi termini di Eraclito.

## Influenza su autori successivi
La contrapposizione del "panta rei" eracliteo al pensiero di Parmenide, filosofo dell'essere, ebbe un'influenza determinante su Platone, il quale per risolverla cercherà di mostrare come il non-essere esiste solo in senso relativo, dando così un fondamento filosofico al senso greco del divenire.
Hegel intravide in questo passaggio la dialettica fondamentale della filosofia greca. Secondo la sua interpretazione la filosofia di Parmenide è riassumibile nella frase "tutto è, nulla diviene" (tesi), mentre quella di Eraclito in "tutto diviene, nulla è" (antitesi); il momento di sintesi sarebbe quindi rappresentato da Platone.
Lo stesso Hegel si considerava filosoficamente erede di Eraclito al punto da affermare: «Non c'è proposizione di Eraclito che io non abbia accolto nella mia Logica» (Hegel, Lezioni sulla storia della filosofia). Eraclito però, a differenza di Hegel non concepiva il divenire come una progressiva presa di coscienza dell'assoluto; per lui il divenire sembra consistere piuttosto nelle variazioni di un identico sostrato o Lògos: «tutte le cose sono Uno e l'Uno tutte le cose»; «questo Cosmo è lo stesso per tutti... da sempre è, e sarà». Da questa visione del mondo verrà influenzato soprattutto lo stoicismo.
In seguito, se la tradizione filosofica aristotelica giudicò Eraclito incompatibile con i princìpi della logica formale, sebbene lo stesso Aristotele (come già Platone) ne accoglieva la teoria del divenire nel tentativo di conciliarla con la rigida staticità di Parmenide e introducendo così la dottrina del perenne passaggio dalla potenza all'atto, sarà presso i mistici neoplatonici che Eraclito troverà maggior fortuna. Secondo Plotino, che pure tiene fermi i capisaldi della logica parmenidea, «Eraclito seppe che l'Uno è eterno e spirituale: poiché solo ciò che è corporeo diviene eternamente e scorre» (Enneadi, V, 9). Anche i mistici cristiani come Meister Eckhart e Nicola Cusano poterono far propria la concezione eraclitea degli opposti collocandola su un piano trascendente e sovra-razionale: per costoro infatti, mentre sul piano immanente della vita quotidiana continuano a valere i princìpi della razionalità sillogistica, in Dio si troverebbe invece la comune radice di ciò che appare contraddittorio alla semplice ragione, perché in Lui è presente quell'unità degli opposti che esplicandosi e materializzandosi nel mondo giunge poi a diversificarsi.
Eraclito verrà infine riabilitato del tutto da Hegel, il quale però reinterpretò la sua identità degli opposti non più in senso mistico e trascendente, ma in un'ottica immanente.
Anche Nietzsche ebbe un'alta stima di Eraclito: la sua grandezza, per il filosofo tedesco, sta anche nel fatto che la nobiltà di ciò che ha da dire non si presta alla chiarezza superficiale, ed egli ne ammira anche la descrizione del mondo come divenire.
Martin Heidegger, che alla fine degli anni sessanta tenne un famoso seminario sul filosofo greco insieme con Eugen Fink a Friburgo, ritiene che il concetto di verità, intesa come ἀλήθεια, come «non-nascondimento» (in tedesco Unverborgenheit), sia una sorta di parafrasi del frammento eracliteo n. 93, sul fatto cioè che la verità può essere soltanto "indicata", ossia non è "nascosta" ma neanche la si può "dire" direttamente: per Heidegger la filosofia di Eraclito funge da conferma alle sue posizioni.
Alcuni studiosi hanno ipotizzato analogia tra "l'unità dei contrari" che emerge nel pensiero di Eraclito e la polarità tipica del taoismo cinese.
Fu collocato da Dante nel castello degli "spiriti magni" non cristiani (Inf. IV. 138).

## Nell'arte

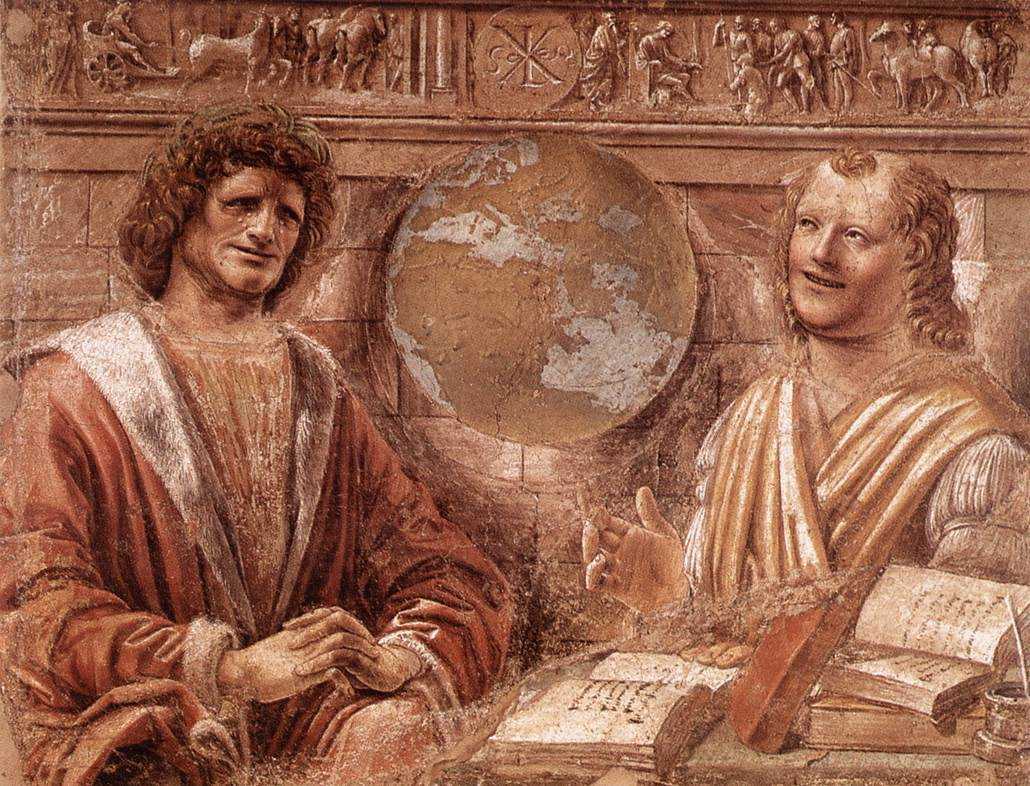
Eraclito e Democrito (Donato Bramante)

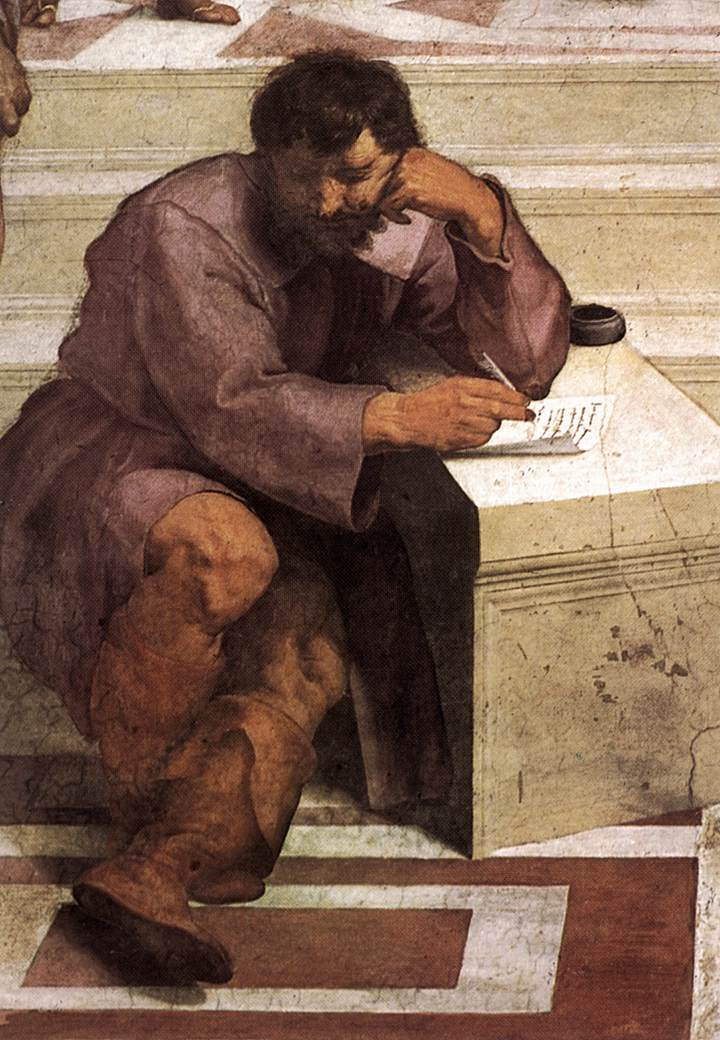
Eraclito, ritratto da Raffaello ne La scuola di Atene, con le fattezze di Michelangelo Buonarroti

Per il suo pessimismo, in età medievale, seguendo una tradizione antica esposta nei Dialoghi di Luciano di Samosata, Eraclito venne detto il "filosofo del pianto", in contrapposizione a Democrito, detto "filosofo del riso". Spesso è rappresentato nelle opere artistiche con un'espressione seria, triste o poco allegra, da solo o con accanto il sorridente Democrito.
Raffaello Sanzio lo raffigura isolato e intento a scrivere, con le fattezze di Michelangelo Buonarroti, nel dipinto della Scuola di Atene.

Eraclito viene citato da Dante nel Canto IV dell'Inferno (Divina Commedia), fra gli spiriti magni che quest'ultimo incontra nel primo Cerchio o Limbo; il poeta lo descrive accanto a Democrito, Anassagora, Talete, Empedocle, Diogene il Cinico (oppure Diogene di Apollonia) e Zenone di Elea (o Zenone di Cizio):
(Inferno, IV, vv. 136-138)

## Nella cultura di massa
Eraclito viene citato in Greco antico da Manlio Sgalambro all'inizio della Canzone Di passaggio di Franco Battiato la cui traduzione è: «È la medesima realtà il vivo
e il morto, il desto e il dormiente,
il giovane e il vecchio:
questi infatti
mutando son quelli,
e quelli di nuovo [mutando] son questi.» (Eraclito, Frammento 88 Diels-Kranz)

## Eraclito e il Taoismo
Sia per Eraclito sia per il Taoismo l'universo  è senza inizio e senza fine. Secondo Eraclito "questo cosmo né alcuno degli dei lo fece né alcuno degli uomini, ma fu sempre, ed è e sarà, fuoco di eterna vita, che si accende con misura e si spegne con misura". Secondo Chuang Tzu "non vi è passato né presente, non vi è principio né fine". Notevoli sono le consonanze anche sul tema dell'impermanenza di ogni cosa. Eraclito dice che "nello stesso fiume entriamo e non entriamo" (E, 16), che "il fiume in cui entrano è lo stesso, ma sempre altre sono le acque che scorrono" (E, 52). Per il taoismo "sotto il cielo tutto affonda e riemerge senza mai perire" ed  "un turbine di vento non dura una mattina / un rovescio di pioggia non dura una giornata. / Chi opera queste cose? / Il Cielo e la Terra. / Se perfino il Cielo e la Terra non possono persistere / tanto più lo potrà l'uomo?".
Sulla relatività le idee sono uguali. Eraclito scrisse: "Il mare è l'acqua più pura e la più contaminata: i pesci la bevono e li tiene in vita, agli uomini è imbevibile e dà morte.  Per Chuang Tzu "i pesci vivono stando nell'acqua, gli uomini stando nell'acqua muoiono". Anche sul tema della saggezza le convergenze sono notevoli. Per Eraclito la saggezza consiste nel riconoscere la connessione tra le cose e nel frenare la tracotanza, la "úbris", così come sta scritto in molti testi taoisti.

### Testi e traduzioni
- I presocratici. Testimonianze e frammenti, a cura di Gabriele Giannantoni, Bari, Laterza, 1969.
- Eraclito, I frammenti e le testimonianze, a cura di Carlo Diano e Giuseppe Serra, Milano, Mondadori, 1980.
- Eraclito, Dell'origine. Testo greco a fronte, a cura di Angelo Tonelli, Milano, Feltrinelli, 2005.
- I presocratici. Prima traduzione integrale con testi originali a fronte delle testimonianze e dei frammenti di Hermann Diels e Walther Kranz, a cura di Giovanni Reale, Milano, Bompiani, 2006.
- Eraclito, Testimonianze, imitazioni e frammenti. Testo greco a fronte, a cura di Miroslava Markovic e Leonardo Tarano, Milano, Bompiani, 2007.
- Eraclito, Frammenti, Testo greco a fronte, a cura di Francesco Fronte otta, Milano, BUR Rizzoli, 2000

### Studi
- Diogene Laerzio, Vite e dottrine dei più celebri filosofi, testo greco a fronte, a cura di Giovanni Reale, Milano, Bompiani, 2005 (vita di Eraclito al libro IX).
- Vittorio Macchioro, Eraclito. Nuovi studi sull'orfismo, Roma-Bari, Laterza, 1922.
- Giorgio Colli, La sapienza greca. Eraclito, vol. 3, Milano, Adelphi, 1980.
- Hans-Georg Gadamer, Eraclito. Ermeneutica e mondo antico, Roma, Donzelli, 2004.
- Carlo Diano, Il pensiero greco da Anassimandro agli stoici, Torino, Bollati Boringhieri, 2007.
- Martin Heidegger, Eugen Fink, Eraclito, Roma-Bari, Laterza, 2010.
- Adriano Ardovino, Interpretazioni fenomenologiche di Eraclito, Macerata, Quodlibet, 2012.
- Giuseppe Fornari (a cura di) Eraclito, la luce dell'oscuro, Firenze, Olschki, 2013 ISBN 978-88-222-6145-8.
- Jacopo Nero Verani, Il gioco di Eraclito, prefazione di Giuseppe Girgenti, Milano, Mimesis 2023 ISBN 978-88-5759-235-0

### Divulgazione
- Luciano De Crescenzo, Panta rhei, Mondadori, Milano, 1994